# Maksasaari (ö i Södra Savolax)
Maksasaari är en ö i Finland. Den ligger i sjön Pihlajavesi och i kommunen Puumala i den ekonomiska regionen  S:t Michel och landskapet Södra Savolax, i den södra delen av landet, 240 km nordost om huvudstaden Helsingfors. Öns area är 12,9 hektar och dess största längd är 1 kilometer i sydöst-nordvästlig riktning.